# 斉藤慶子
斉藤 慶子（さいとう けいこ、1961年〈昭和36年〉7月14日 -）は、日本の女優・タレント、元グラビアモデル・元歌手。宮崎県小林市出身。前夫との間に娘1人（現CBCアナウンサーの中村彩賀）。所属は太田プロダクション。身長164cm。B85cm、W59cm、H88cm。みやざき大使。

## 来歴
大学在学中の1981年7月、熊本市内でスカウトされ、そのマネージャーに勧められ、1982年、日本航空「JAL沖縄キャンペーンガール」に応募し、約800人の応募者の中から選ばれた。これにより芸能界入りして熊本大学教育学部心理学専攻を中退し、上京。大学の先輩でもある「宮崎美子2世」とも呼ばれグラビアモデルで活動、歌手デビューもした。1983年、映画に初出演。
1995年、前年の映画「東雲楼 女の乱」の演技により第18回日本アカデミー賞優秀助演女優賞を受賞。
1997年7月、7年の不倫交際を経て、12歳年上の実業家木本裕仁と結婚し、2000年6月に長女（彩賀）を出産するが、2008年5月に離婚。親権は斉藤が持つ。
2007年、東国原英夫が宮崎県知事に初当選した際、祝福のコメントを述べた。同年、宮崎県の観光や農畜産物をPRする「みやざき大使」に選出された。
2009年8月、アップフロントエージェンシー（現：アップフロントプロモーション）から、太田プロダクションに移籍。
2011年11月、15歳年上のショップジャパン創業者の中村規脩（なかむらただし）と子連れ再婚した。
2017年4月、慶應義塾大学大学院メディアデザイン科に進学。
2019年3月、慶應義塾大学大学院メディアデザイン科修了。

## エピソード

### 子供時代
宮崎県小林市に一人っ子として生まれる。父は市役所勤務だったが、辞めて養魚場を経営。幼い頃から両親の喧嘩が絶えず、宮崎県立小林高等学校3年の時に別居し、翌年離婚。父は大学2年の時に再婚。1988年10月に母親が自殺している。
小学生の頃は自宅が小学校に近かったため、近所の友達と放課後に運動場や学校裏の麦畑などで遊び、家では“リカちゃん”（人形）遊びをしていた。小学3年生頃に、テレビドラマ『アテンションプリーズ』が大ヒットした影響を受け、子供の頃の将来の夢は、「スチュワーデス（現・キャビンアテンダント）になること」だった。
中学時代はブラスバンド部に所属し、クラリネットを担当した。高校生の頃は進学クラスに所属したことから、異性や恋愛には目もくれず勉強に励んだ。「熊本大学教育学部に入学したときは『これでゴールだ』と思ったほどです」と回想している。

### 大学時代に芸能界入り
大学に入学してすぐ、地元の鶴屋百貨店でモデルのアルバイトをする機会があり、広告やチラシの撮影のために初めて東京に訪れた。その際、斉藤の担当者経由で「こういう子（斉藤）が熊本にいるんですよ」と東京のモデル事務所に紹介されたことで、後日東京で行われるオーディションを受けることになった。
大学1年生の夏休みに1週間ほど東京に出ていくつかのオーディションを受けると、その中のJALのキャンペーンガールに合格した。当時は“キャンペーンガールの仕事が終わったら大学に戻り、卒業したらスチュワーデスになろう”と考えていた。しかし芸能界での仕事が楽しく、気づけばスチュワーデスの受験資格（当時あった年齢制限）の25歳を過ぎたことで、その夢を諦めた。

## 人物
普段運動は特にしていないが、家にいる時は何かしらずっと動いており、座るのは基本的に食事の時と、好きなドラマである『相棒』の再放送がある夕方4時（2018年時点）からの1時間ほどとのこと。本人はこの1時間を「私のゴールデンタイム」と位置づけている。
土日は、夫と2人で朝ごはんを外に食べに行くのが夫婦での決まり。また、仕事が休みの日には、芸術鑑賞好きな夫と一緒に美術館に行ったり演奏会に行ったりしている。
2018年現在は、「ハッピー」と名付けたトイプードルを飼っている。
ストレス解消法は、気取らずに自分をさらけ出せる友達と美味しいものを食べて、美味しいお酒を飲んで、たわいないお喋りをすること。
趣味は、天体観測、フルート演奏。また、デパートに行くことが大好きである。
船舶免許、スキューバダイビングの免許を取得している（ただし、ペーパードライバーのような状態で、取得後は船の操縦やスキューバダイビングはしていない模様）。

## 出演

### テレビドラマ
NHK総合
- 恋しとよ君恋しとよ（1991年）
- とおりゃんせ〜深川人情澪通り（1995年）
- 大河ドラマ
  - 秀吉（1996年） - 吉乃 役
- ドラマ新銀河
  - 家族注意報!（1996年） - 高村薫子　役
  - おんなは全力疾走!（1997年） - 主演・桜井一美 役
- 連続テレビ小説
  - 天うらら（1998年） - 大滝美砂 役
  - わかば（2004年） - 村上幸恵 役
- 藤沢周平の人情しぐれ町　第四回「秋」（2001年1月29日）

日本テレビ
- 昨日、悲別で（1984年） - 中込夕子 役
- 長七郎江戸日記スペシャル（1985年）
- 太陽にほえろ! 第708話「撃て! 愛を」（1986年） - 宮田祥子 役
- 火曜サスペンス劇場
  - 「愛しき妻よさらば」（1983年）
  - 「嘘を重ねて」（1989年2月） - 主演
  - 「疑惑の墓標」（1989年7月25日放送） - 主演
  - 「再会」（1996年）
  - 「松本清張スペシャル・事故」（2002年7月9日、松竹） - 山西美保 役
  - 「父と娘の真実」（2002年）
  - 「迂回路」（2003年11月25日） - 樋口栞 役
- 凹凸ポリス物語（1987年）
- 27才・LOVE気分（1988年）
- 柳生武芸帳2,5（1990年、1992年）
- 父娘愛ゆえに（1991年、よみうりテレビ）
- 金田一少年の事件簿N(neo) 最終話（2014年） - 美咲蓮花 役

TBS
- おにいちゃん（1982年）
- 水戸黄門 第15部 第14話「めざす敵は仁術医者・浜田」（1985年4月29日、C.A.L） - 桂木忍役
- パパはニュースキャスター 第12話「泣かないでパパ」（1987年）
- 剛田探偵物語 おいしそうな死体（1987年）
- 順送りの恋人（1988年）
- おしえてあげたい!（1989年） - 横坂真理子 役
- 夫婦2組あぶない同居1,2（1989年、1990年）
- 地下道で会った二人（1989年）
- 課長さんがんばって（1990年）
- 月曜ドラマスペシャル
  - 「脱獄山脈」（1990年）
  - 「霊感商法株式会社」（1991年）
  - 「華麗なるペテン師」（1991年）
  - 「大島つむぎ殺人事件」（1995年７月３日）
  - 「霧の大雪山殺人事件」（1996年、北海道放送） - 陽子 役
  - 「十津川警部シリーズ 丹後殺人迷路」（1997年） - 南条ミキ 役
  - 「叫ぶ骨」（1997年、北海道放送）
  - 「遠い雪の記憶」（1999年、北海道放送）
  - 「弁護士・迫まり子の遺言作成ファイル1 - 5」（1999年 - 2003年） - 迫まり子 役
- 十年愛（1992年） - 吉野文 役
- 僕が彼女に、借金をした理由。（1994年） - 山野辺道子 役
- 君に伝えたい（1994年、毎日放送/TBS系）
- 竜馬がゆく（1997年1月1日） - 武市富子 役
- 海まで5分（1998年） - 海野淳子 役
- 仮面の女（1998年） - 峰重奈保子 役
- 松本清張特別企画「顔」（1999年10月7日） - 石岡貞子 役
- 虹のかなた（2004年、毎日放送） - 小川久美子 役（特別出演）
- 特急田中3号（2007年） - 田中静江 役
- 赤かぶ検事京都篇第1話（2010年1月13日） - 菊間倫子 役
- ハンチョウ〜神南署安積班〜シリーズ3 第4話（2010年7月26日） - 山崎奈保子 役
- 刑事のまなざし 第6話（2013年11月11日） - 水野弥生 役
- なるようになるさ。 シーズン2（2014年） - 中野初子 役

フジテレビ
- サザエさん
- 大奥 第33話「吉宗と肝っ玉母さん」・第34話「陽気な未亡人」（1983年、関西テレビ） - たえ 役
- 月曜ドラマランド
  - 「どっきり天馬先生1～13」（1983年）
  - 「乙女学園男子部1～8」（1983年～1984年）
  - 「のんき君」（1984年）
  - 「乙女学園すみれ寮1、2」（1984年）
  - 「結婚ゲーム」（1985年、1986年） - 愛子先生 役
- おまかせください オレの女房どの（1983年）
- 流れ星佐吉 第24話「熱愛! 大江戸女番長」（1984年、関西テレビ）
- 呪われた花嫁（1984年）
- 寝台特急「はやぶさ」の女（1987年、関西テレビ）
- 曲水の宴（1988年、関西テレビ）
- 持ち逃げ 私の愛・連れてって（1989年、関西テレビ）
- 雪の宿（1989年、関西テレビ）
- 季節はずれの海岸物語「砂浜のDISTINY」（1989年1月3日） - 真由美 役
- 間違えられた男（1989年）
- 世にも奇妙な物語『だれかに似た人』（1990年）
- 死を呼ぶ醍醐の桜狩り 401号室の女（1990年、関西テレビ）
- 「砂山」の唄殺人事件（1990年12月21日）
- 季節はずれの海岸物語'91冬（1991年）
- これが最後の名古屋嫁取り物語（1991年、東海テレビ）
- 西伊豆密会ペンション（1991年、関西テレビ）
- 親愛なる者へ（1992年） - 後藤弥生 役
- 金曜エンタテイメント
  - 「平成!!女の事件簿」（1993年）
  - 「課長島耕作1、3」（1993年、1994年）
  - 「細うで繁盛記」（1994年） - 正子 役
  - 「京都千利休殺人事件」（1994年）
  - 「京都竜の寺殺人事件」（1995年）
  - 「京都一条戻り橋殺人事件」（1996年） - 夕子 役
  - 「お局探偵亜木子&みどりの旅情事件帳1～6」（1997年～2003年） - 主演
- 愛情物語（1993年） - 久保茜 役
- If もしも 第10話（1993年）
- シリーズ女の厄年2（1995年、関西テレビ） - 由佳子 役
- 100億の男（1995年、関西テレビ）
- 裸の大将82 清もびっくり!そっくり美人〜沖縄編（1996年、関西テレビ）
- どえりゃあ婆ちゃん探偵団～湯けむりパラダイスの怪事件～（2011年、東海テレビ）
- 金曜プレステージ
  - 「外科医 鳩村周五郎7」（2010年） - 篠原翔子 役
- ひまわりっ 〜宮崎レジェンド2〜（2022年5月16日 - 、テレビ宮崎） - アキコの伯母 役

テレビ朝日
- 女が会社に辞表を書くとき（1986年）
- 私鉄沿線97分署（1985年〜1986年、国際放映） - 仁科順子 役
- 若大将天下ご免! 第19話「三々九度は夜討ちの合図!」（1987年） - 菊 役
- かるわざ剣法（1987年）
- 女が会社を辞めないとき
- 女が会社で嘘をつくとき
- どたん場で第3の男（1987年）
- 六本木ダンディーおみやさん（1987年、朝日放送） - 三枝涼子巡査 役
- 密室の死重奏（1987年8月8日、松竹）  - 山下洋子 役
- いい話みつけ旅（1988年）
- 火曜スーパーワイド
  - 「湯の町駅伝」（1988年）
  - 「吉本興業殺人事件」（1988年）
- 女と男の忠臣蔵（1989年）
- 名奉行 遠山の金さん 第4シリーズ（1991年 - 1992年、テレビ朝日） - お竜 役
- 源氏九郎颯爽記 秘剣揚羽蝶（1991年）
- 火曜ミステリー劇場「スーパービュー踊り子同窓会殺人事件」（1991年）
- 戦国乱世の暴れん坊 斎藤道三 怒涛の天下取り（1991年）
- 本当にあった怖い話「ゴーストと同棲する女」（1992年）
- 大空港'92（1992年）
- 土曜ワイド劇場
  - 「釣部渓三郎の推理!殺意の北八ヶ岳」（1983年）
  - 「動機なき連続殺人」（1984年）
  - 「京都離婚旅行殺人事件」（1987年）
  - 「密会の四重奏」（1987年）
  - 「南アルプス殺人峡谷」（1987年）
  - 「京都ぽんと町殺人なべ料理」（1987年）
  - 「殺意の朝日連峰」（1989年）
  - 「ひとり魔殺人事件 独身OLの危険な体験」（1991年）
  - 「殺意の八丈島海流」（1991年） - 主演・柏木美奈 役
  - 「目撃証言を頼んだ女〜独身子連れ探偵の華麗なる転身!」（1991年）
  - 「伊豆下田 寝姿山で待つ女」（1992年）
  - 「魔性の殺人 幽霊からの脅迫電話!?」（1993年）
  - 「北都殺人紀行」（1995年）
- 白いスーツの女（1993年）
- プロポーズ記念日（1994年） - 美代子 役
- 七人のサムライ J家の反乱（1999年）
- 保険調査員ハナコ・時価一億円の女（2006年） - 主演・桃木ハナコ 役

テレビ東京
- AカップCカップ（1983年）
- 新・大江戸捜査網 第2話「走れ炎のごとく新隠密軍団」（1984年4月14日） - お葉 役
- レジャーランド殺人事件（1989年）
- 闇に光る（1989年）
- ラブレター（1990年）
- 疾風からす組（1991年）
- きっと誰かに逢うために（1996年）
- 黒い目撃者（2002年1月23日、大映） - 主演・島村沙都美 役 　※BSジャパンは1月20日放送
- 命のバトン〜最高の人生の終わり方（2009年6月24、25日） - 前田翔子 役
- 水曜ミステリー9
  - 「信州山岳刑事 道原伝吉」（2012年 - ） - 道原康代 役

テレビ神奈川
- アイメイド・マーメイド（2024年） - 洋子 役[13]

### 映画
- いとしのラハイナ（1983年）
- 盗写/250分の1秒（1985年）
- ウホッホ探険隊（1986年10月18日） - 定岡みどり 役
- バカヤロー! 私、怒ってます 第三話「運転する身になれ!」（1988年）
- 病院へ行こう（1990年） - 新谷春子 役
- さわこの恋 上手な嘘の恋愛講座（1990年11月17日） - 主演・藤田佐和子 役
- ぼくと、ぼくらの夏（1990年）
- ハッピーエンドの物語（1991年）
- 東雲楼 女の乱（1994年10月1日） - 志津 役… 第7回（1994年）日刊スポーツ映画大賞助演女優賞受賞
- 800 TWO LAP RUNNERS（1994年）
- 新・極道の妻たち 惚れたら地獄（1994年） - 新谷斎子 役
- 極道の妻たち 死んで貰います（1999年） - 半沢しのぶ 役
- 仔犬ダンの物語（2002年） - 野村亜季 役
- 青春ばかちん料理塾（2003年） - 小暮久美子 役
- あさひるばん（2013年、やまさき十三監督） - 阪元幸子 役

### 吹き替え
- インナースペース（1987年） - リディア・マックスウェル〈メグ・ライアン〉 役 ※VHS・DVD版

### テレビ番組
- クイズダービー（TBS） - 7代目2枠レギュラー[注釈 7]
- クイズ!!ひらめきパスワード（毎日放送）
- クイズところ変れば!?（テレビ東京） 山口良一と共に司会
- クイズ!ヘキサゴンII（フジテレビ）
- いい話みつけ旅（テレビ朝日）
- おもしろ人間ウォンテッド!!（日本テレビ）
- 気分はパラダイス（テレビ東京）
- クイズDEデート（関西テレビ）
- おもしろクイズBOX（日本テレビ）
- ためしてガッテン（NHK総合）
- にっぽん紀行「宿題は親子でギュッ～宮崎・小林市～」（2010年3月23日、NHK総合）

### ラジオ番組
- ミスDJリクエストパレード（1983年、文化放送）火曜日担当
- ミセス・サンデー（文化放送）

### CM
- 鶴屋百貨店
- 日本航空
- ミノルタ（現：コニカミノルタ）
- アルバイトニュース
- ヤマザキ
- ライオン
- ナショナル OA機器
- 大塚製薬 ポカリスエット
- 服部家具

## 出版
著書
- 『抱きしめて』（シンコーミュージック）
- 『産みたい』（新潮社）
- 『愛される勇気』（光文社）

写真集
- 『夏。ハワイ、湘南』映画ファン臨時増刊号（愛宕書房）
- 『そして、ヴェニスと私』（愛宕書房）
- 『春、全開。慶子とウエストコースト。』映画ファン特別編集（愛宕書房）
- 『採光の個室』（ワニブックス）
- 『誘惑』（学研）
- 『素足のアイドルたち』（小学館）電子書籍

ビデオ
- 『春、全開。慶子とウエストコースト。』（愛宕書房）
- 『斉藤慶子 Part2』（愛宕書房）
- 『Muscat Body』（コスミック）
- 『採光の個室』（出版サービスセンター）
- 『奪って・・・Take me』（大陸書房）
- 『妖精の吐息』（JVD）
- 『誘われて・・・』（日本ソフトセンター）
- 『DOUBLE』（ポニーキャニオン）荻野目慶子とのオムニバス

## ディスコグラフィ

### シングル
- 全てユニオンレコードからリリース。

| # | 発売日         | A/B面 | タイトル                 | 作詞       | 作曲       | 編曲       | 規格品番 |
| - | -------------- | ----- | ------------------------ | ---------- | ---------- | ---------- | -------- |
| 1 | 1982年 9月21日 | A面   | もの想いシーズン         | 来生えつこ | 来生たかお | 福井利雄   | UE-527   |
| 1 | 1982年 9月21日 | B面   | 夕闇のふたり             | 来生えつこ | 来生たかお | 福井利雄   | UE-527   |
| 2 | 1983年 3月5日  | A面   | 愛されたがっているくせに | 来生えつこ | 来生たかお | 青木望     | UE-535   |
| 2 | 1983年 3月5日  | B面   | やさしさ、ひととき       | 来生えつこ | 来生たかお | 馬飼野俊一 | UE-535   |
| 3 | 1983年 9月21日 | A面   | Flashin' Back            | いわせ秋美 | いわせ秋美 | 馬飼野俊一 | UE-543   |
| 3 | 1983年 9月21日 | B面   | ラブポーション           | 建石一     | 馬飼野俊一 | 馬飼野俊一 | UE-543   |
| 4 | 1984年 8月5日  | A面   | ふりむけば               | 阿部麻里   | 阿部麻里   | 青木望     | UE-568   |
| 4 | 1984年 8月5日  | B面   | ロスト・サマー・タイム   | 中尾秀仁   | いわせ秋美 | 竜崎孝路   | UE-568   |

### デュエット・シングル
| 発売日          | デュエット | 曲順       | タイトル     | 作詞         | 作曲       | 編曲       | 規格品番   |
| ポリスター      | ポリスター | ポリスター | ポリスター   | ポリスター   | ポリスター | ポリスター | ポリスター |
| --------------- | ---------- | ---------- | ------------ | ------------ | ---------- | ---------- | ---------- |
| 1995年 10月25日 | 堀内孝雄   | 01         | 悲しい乾杯   | 荒木とよひさ | 堀内孝雄   | 今泉敏郎   | PSDF-5012  |
| 1995年 10月25日 | 堀内孝雄   | 02         | 恋人たちの森 | 荒木とよひさ | 堀内孝雄   | 今泉敏郎   | PSDF-5012  |